# Tulcea (župa)
Tulcea je rumunská župa (județ) v Dobrudži, na východě území země v deltě Dunaje. Hlavním městem je Tulcea.

## Charakter župy
Jako jedna z mála je župa Tulcea přímořská. Na východě se nachází mořské pobřeží, na jihu župa Constanța, na západě Galați a Brăila, na severu pak hraničí také s Ukrajinou. Území župy je nížinného přímořského charakteru. Celou jeho východní část vyplňuje delta veletoku Dunaje s třemi velkými rameny a bažinami, západní část území je ohraničená řekou Dunaj samotnou, tvořící přirozenou hranici, nachází se tam i mírné pahorky. Obyvatelé jsou Rumuni, z dob Osmanské říše se zde zachovaly ještě komunity Tatarů a Turků. V ekonomice má hlavní význam loďařství, vzhledem k dostupnosti mořského pobřeží a pak také zpracování potravin a výroba textilního zboží. Většinu obyvatel ale stále zaměstnává zemědělství.

## Města
- Tulcea (hlavní)
- Babadag
- Isaccea
- Măcin
- Sulina